# Chettisham
Chettisham – wieś w Anglii, w hrabstwie Cambridgeshire, w dystrykcie East Cambridgeshire. Leży 26 km na północny wschód od miasta Cambridge i 105 km na północ od Londynu.